# Timo Doleys

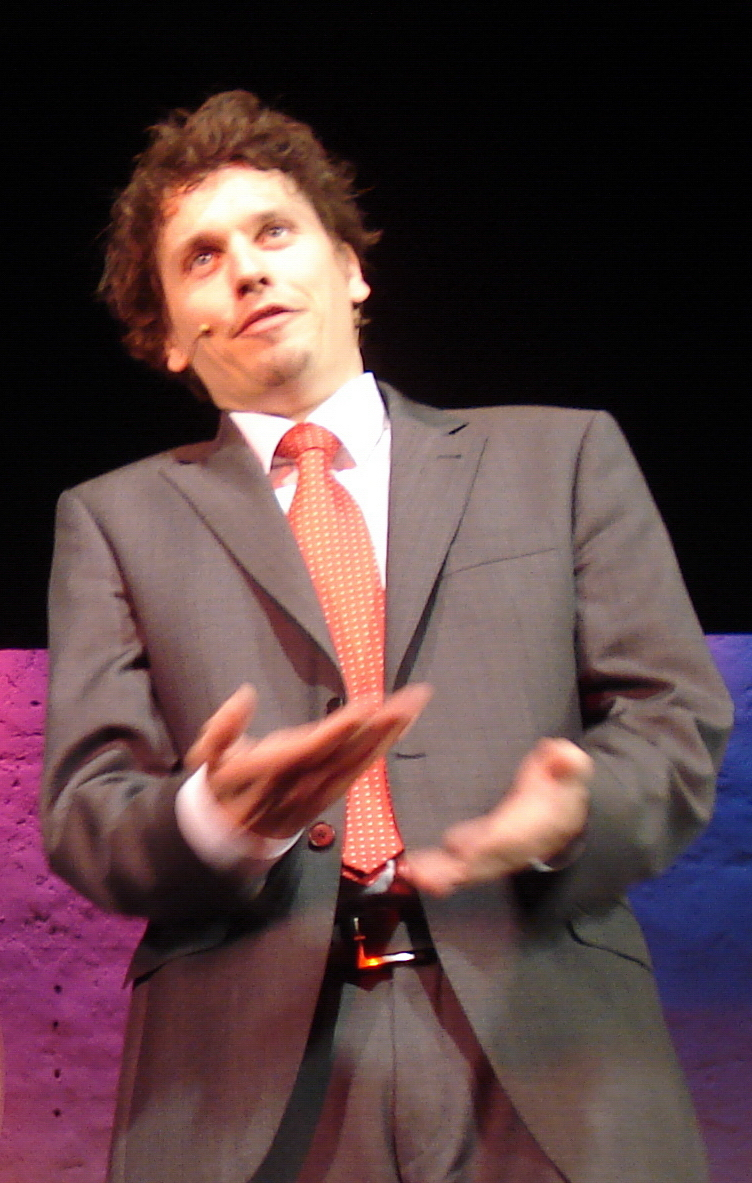
Doleys im Kabarett-Theater Die Distel Berlin – März 2009

Timo Doleys (* 1976 in Göttingen) ist ein deutscher Theater- und Filmschauspieler, Kabarettist sowie Synchronsprecher.

## Leben
Timo Doleys wuchs in Niedersachsen auf und war schon im Begriff, in Köln Germanistik zu studieren, als er sich kurzerhand für die Schauspielerei entschied.
Nach dem Abitur absolvierte er so von 1996 bis 2000 ein Studium an der Schauspielschule Theater der Keller in Köln. Danach nahm er an Theater- und Filmlehrgängen der ZBF in Köln teil.
Zwischen 2005 und 2006 studierte Doleys im Camera Actor’s Studio Klaus Emmerich (ISFF Berlin). Seit 1999 wirkte er in verschiedenen Werbe- und Imagefilmen mit; der WDR engagierte ihn mehrfach als Synchronsprecher für Hörspiele. Im Jahr 2000 folgte dann sein Debüt auf der Theaterbühne und 2001 in Fernsehfilmen. Seit 2006 ist er Ensemble-Mitglied des Kabarett-Theaters Die Distel an der Friedrichstraße in Berlin.
Doleys spielt Kontrabass und Gitarre und ließ seine Gesangsstimme (Tenor) ausbilden.
Er lebt seit einiger Zeit in Berlin-Prenzlauer Berg.

## Filmografie
- 2001: Der Wehrbeauftragte – Kurzfilm – Regie: Peter Wohlgemuth
- 2004: Die Anrheiner – WDR-Serie (Gastrolle) – Regie: Herwig Fischer
- 2005: Shortcuts – Kurzfilm – Regie: Marek Helsner
- 2005: Blue – Kurzfilm – Regie: Gunnar Golkowski
- 2007: Liegen lernen – Kurzfilm (Hauptrolle) – Regie: Klaus Emmerich

## Theater
- 2000: You have had your Hole – Regie: Sewan Latchinian – Rheinisches Landestheater Neuss
- 2000: Drei Schwestern – Regie: Sewan Latchinian – Rheinisches Landestheater Neuss
- 2001: Bungee Jumping – Regie: Olga Wildgruber – Rheinisches Landestheater Neuss
- 2002: Franziska Linkerhand – Regie: Dagny Schüler -Rheinisches Landestheater Neuss
- 2003: Der Kaufmann von Venedig – Regie: Hans-Jörg Utzerath – Rheinisches Landestheater Neuss
- 2003: Die echten Sedemunds – Regie: Tamara Kafka – Rheinisches Landestheater Neuss
- 2004: Konfetti – Regie: Martin Maier-Bode – Rheinisches Landestheater Neuss
- 2004: Ein Käfig voller Narren – Regie: Malte Kreutzfeldt – Rheinisches Landestheater Neuss
- 2005: Die Ballade vom großen Makabren – Regie: Sylvia Richter – Rheinisches Landestheater Neuss
- 2005: Bombe und Blumen – Regie: Kai-Uwe Holsten – Rheinisches Landestheater Neuss

Kabarett-Theater Die Distel Berlin
- 2006: Nullrunde – Regie: Horst-G. Wagner
- 2006: Ein Lied umgeht die Welt – Regie: Peter Ensikat und Marcus Kaloff
- 2008: Die Stunde der Experten – Regie: Frank Lüdecke
- 2008: Distel Best-of – Regie: Frank Lüdecke
- 2009: Lachen in Zeiten der Cholera – Regie: Rüdiger Volkmer/Michael Frowin
- 2010: Das GUIDO-Prinzip – Regie: Sven Post
- 2011: Kampfzone Bundestag